# 蕈狀岩

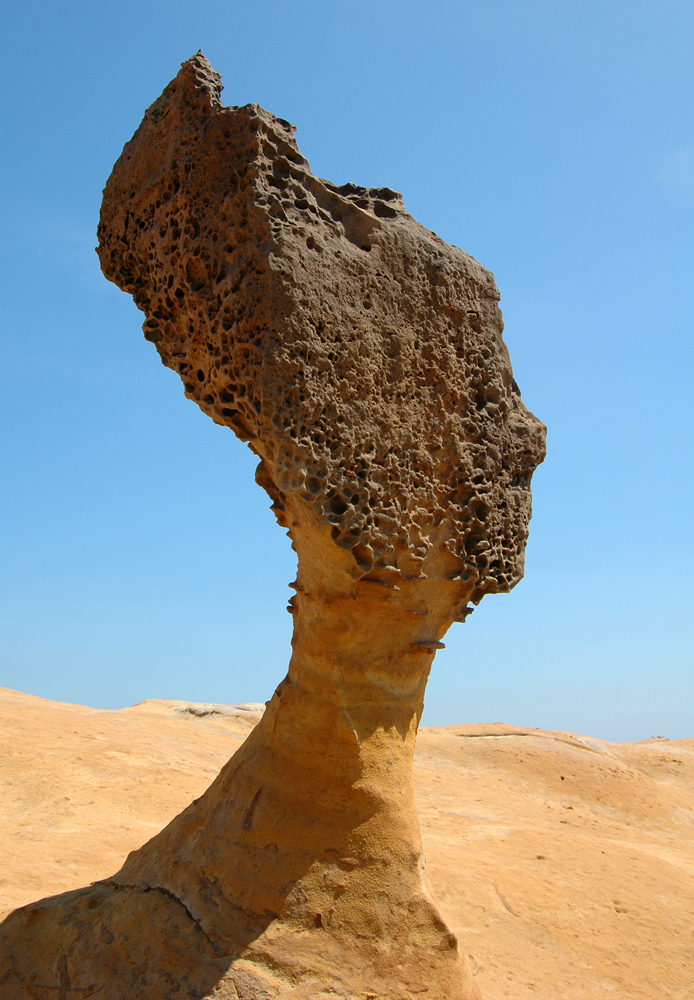
位於臺灣新北市野柳地質公園的女王頭為蕈狀岩的典型案例之一。

蕈狀岩，又被稱為蕈岩、擎柱石、蘑菇岩，是一種由自然形成的岩石，這些岩石的形成涉及多種過程，包括受天候、差異侵蝕、風蝕、冰川或突發的外力干擾。雖與雅丹地貌有一定的相似之處，但兩者在形態上有所區別。
蕈狀岩其形狀酷似蕈類而得名，其形成主要歸因於風蝕作用。在距離基座平均兩到三英尺（約0.6到0.9公尺）的頸部處，風的搬運力達到最大，因此磨擦作用（風化侵蝕）表現最為明顯。在特定情況下，較硬的岩石排列在較軟的岩石之上，這種排列導致了顯著的侵蝕現象。

## 形成

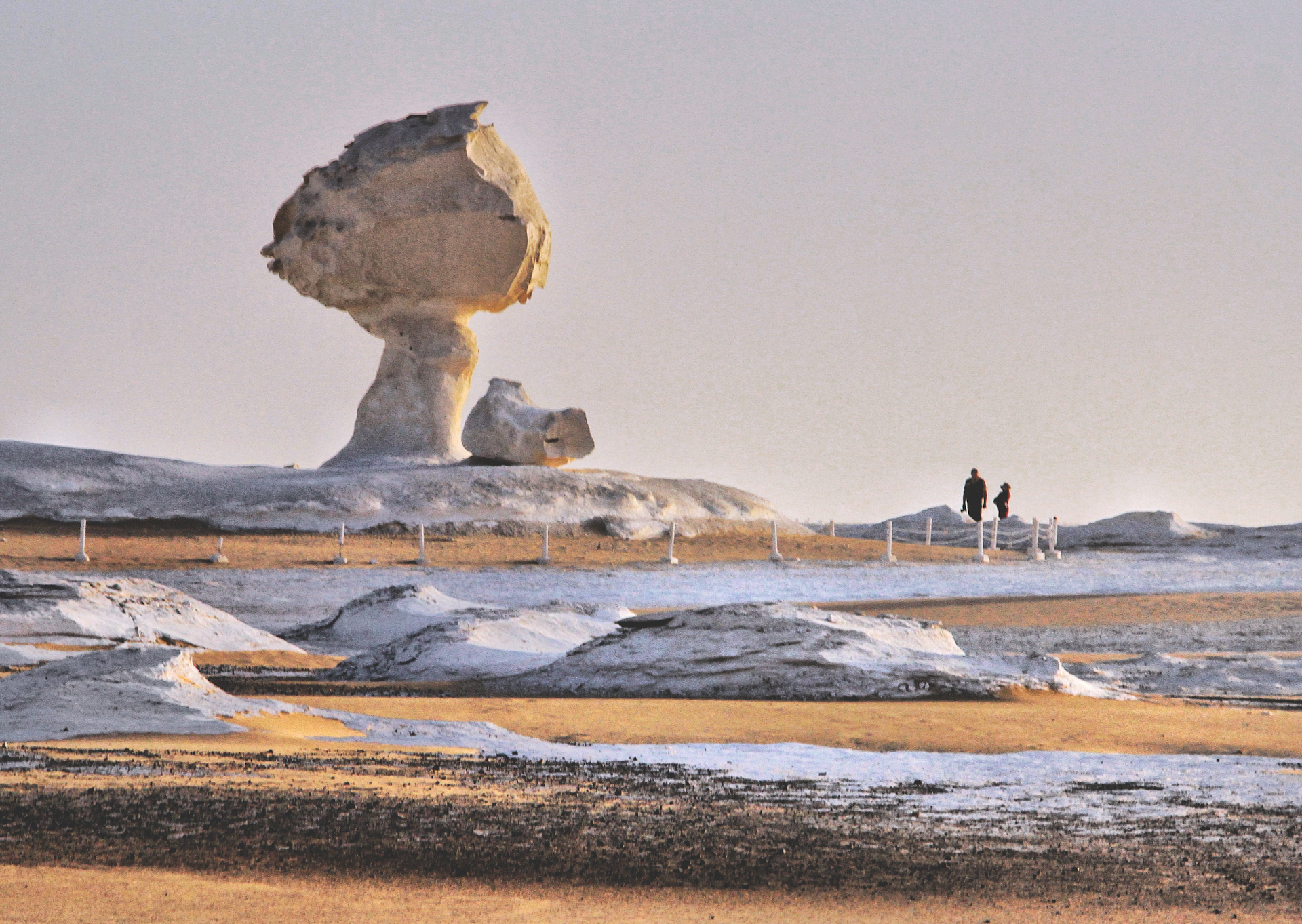
埃及白沙漠國家公園的典型蕈狀岩景觀。

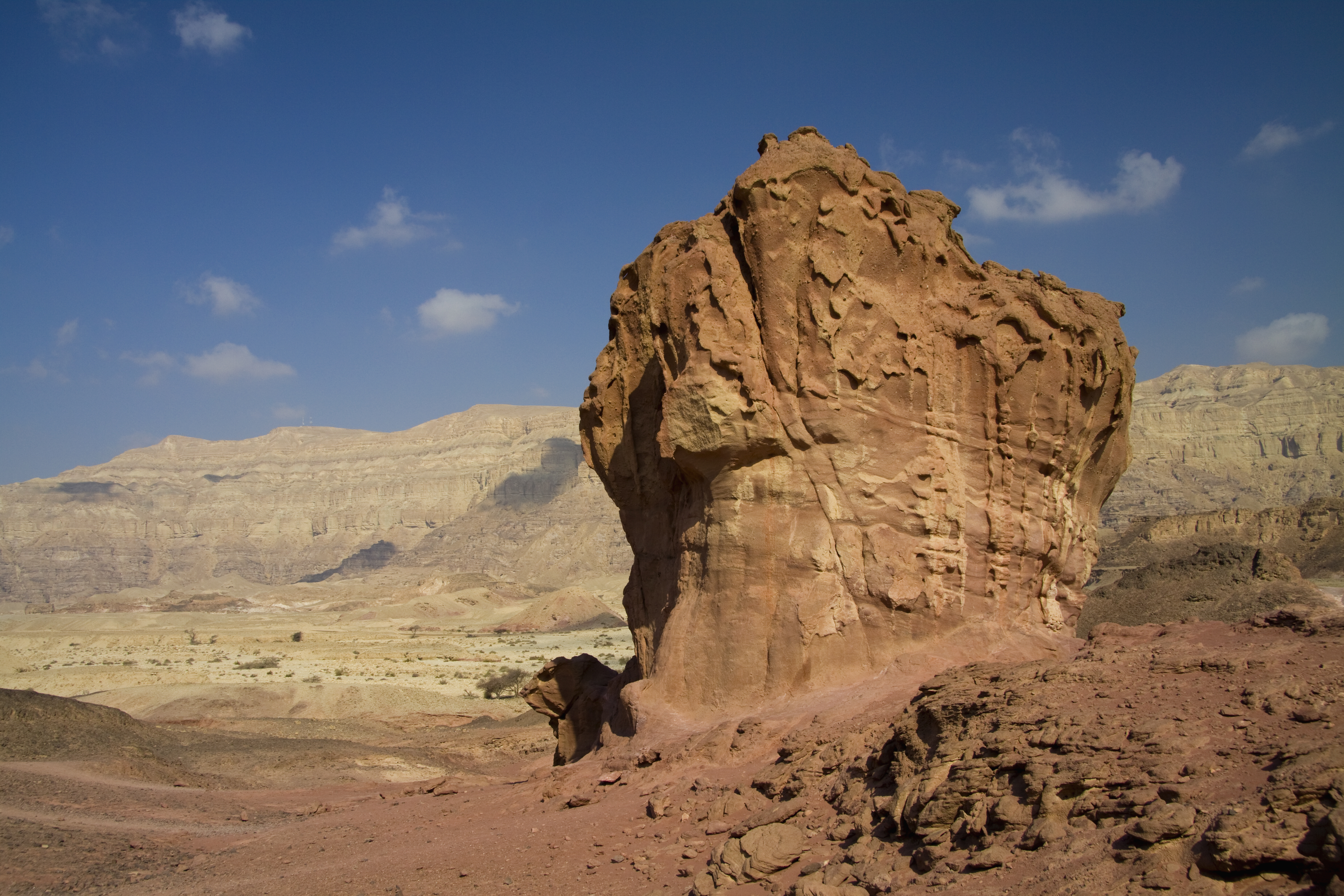
以色列提姆纳河谷的蕈狀岩。

蕈狀岩通常能在沙漠地區發現，這些岩石需歷經數千年的過程才形成。當風侵蝕一個孤立的岩石露頭時，底部和頂部的侵蝕速度將會有所不同。其中，風載的沙粒引起的磨損在地面上方的前三英尺（0.9米）內最為普遍，使露頭的底部相較於頂部更迅速受到侵蝕。流動的水也可能產生相同的效應。以色列提姆纳河谷的蕈狀岩則為這種類型的一個例子。
有時，岩石的化學成分可能是一個重要的因素；若岩石的上部對化學侵蝕和風化更具抵抗力，則其侵蝕速度較底部緩慢。例如，由於表面附近露水的積聚，可歸因於基部的岩石的化學風化。蕈狀岩最終可能形成於一個最初由硬岩覆蓋的軟岩平坦區域，類似於形成瀑布的岩石模式。最終，暴露的硬岩層的風化將較低的岩石暴露於風、水、鹽侵蝕等，具體取決於當地條件。較軟的岩石層更容易侵蝕，形成凹陷或吹襲。上方較硬的岩石對這個過程具有抵抗力，最終可能成為獨立的蕈狀岩，屹立於新的、較低的平原上。
風侵蝕的特性在於其集中在離地面幾英尺的地方，隨著高度增加，風速也相應增加，然而同時伴隨著沉積物載荷的減少。這意味著在離地面較高的位置，風速較快且沉積物載荷最少。由此引發的效應則在這個高度上形成的地貌特徵，會具有支撐底座變窄的獨特特性。

### 冰河作用
與由單一岩石侵蝕所形成的蕈狀岩相較，透過冰河作用形成的蕈狀岩則屬一種平衡型岩石，其形成過程涉及兩塊分開的岩石，其中一塊停留在另一塊的頂部。通常情況下，最上面的岩石是由冰川緩慢運輸並沉積形成的。而岩石形成的下部可能已經歷了一定程度的侵蝕，使得蕈狀得以凸顯。
這類岩石的實例包括美國田納西州奇克莫加和查塔努加國家軍事公園的蕈狀岩，以及法國于埃尔戈阿特地區的地形。

## 分佈地區
- 墨西哥薩卡特卡斯州奧加諾斯山脈國家公園[6]
- 西班牙卡斯蒂利亚-拉曼恰的恩坎塔達城（英语：Ciudad_Encantada）
- 美國猶他州哥布林谷州立公園（英语：Goblin Valley State Park）
- 土耳其居爾謝希爾
- 美國堪薩斯州蘑菇岩州立公園（英语：Mushroom Rock State Park）
- 泰國菲孟披（英语：Phae Mueang Phi）
- 保加利亞石菇（英语：The_Stone_Mushrooms）
- 加拿大新不倫瑞克省的霍普韋爾岩石（英语：Hopewell Rocks）
- 埃及白沙漠國家公園
- 約旦瓦地伦
- 臺灣新北市野柳地質公園
- 俄羅斯楚雷什曼山谷（Chulyshman Valley）

- 乾旱地區的蕈狀岩，位於玻利維亞烏尤尼鹽沼
- 潮濕地區的蕈狀岩，德國普法尔茨林山
- 海岸地區的蕈狀岩，位於挪威沃格島
- 恩坎塔達城（英语：Ciudad_Encantada）的蕈狀岩
- 奧加諾斯山脈國家公園的蕈狀岩

- 位於臺灣屏東縣琉球鄉的花瓶岩
- 位於臺灣基隆市和平島公園的千疊敷
- 加拿大花盆島的蕈狀岩
- 保加利亞石菇（英语：The_Stone_Mushrooms）
- 阿根廷月亮谷的蕈狀岩

## 另見
- 風蝕
- 石林
- 風動石
- 稜石（英语：Ventifact）

## 外部連結
- Ciudad Encantada - Visitor information
- Mushroom Rock State Park, Ellsworth County, Kansas （页面存档备份，存于）